# Józef Landau (chemik)
Józef Landau (ur. 29 kwietnia 1877 w Łodzi, zm. 12 lutego 1944 w Radości) – chemik, fabrykant, wolnomularz, członek B’nasi B’rith.

## Życiorys
Urodził się w przemysłowo-kupieckiej rodzinie Salomona i Heleny z Korngoldów (zm. 1927). W 1894 r. ukończył naukę w Wyższej Szkole Zawodowej w Łodzi. W latach 1894–1898 studiował na Politechnice w Charlottenburgu, a następnie do 1900 r. na Uniwersytecie w Berlinie, gdzie w 1900 r. pod opieką naukową K. Liebermanna obronił pracę doktorską nt. węglików krzemu. W późniejszym okresie również uzyskał tytuł docenta, pisząc pracę u tego samego promotora naukowego. Działalność naukową kontynuował na Sorbonie i Collège de France, gdzie pracował pod kierunkiem prof. Henriego Moissana. W 1907 r. stał się właścicielem fabryki na Borowym Polu, nieopodal Zawiercia. Przyczynił się do utworzenia Towarzystwa Zakładów Chemicznych Strem w Warszawie, których był współwłaścicielem, w których pełnił funkcję dyrektora i członka zarządu do 1939 r. Był współzałożycielem Międzynarodowego Syndykatu Producentów Kleju Epidos, z siedzibą w Zurychu, Był członkiem prezydium Związku Zawodowego Wielkiego Przemysłu Chemicznego Państwa Polskiego, a od 1927 r, Związku Przemysłu Chemicznego Rzeczypospolitej Polski, którego w latach 1921–1935 był prezesem, a następnie do 1939 wiceprezesem.
Z ramienia Związku Przemysłu Chemicznego był od 1921 r. uczestnikiem zebrań Société de la Chimie Industrielle oraz działał w Moissan de la Chimie. Był także członkiem rady Centralnego Związku Przemysłu Polskiego. Od 1928 r. pełnił funkcję radcy Izby Przemysłowo-Handlowej w Warszawie, następnie od 1935 r. należał do zgromadzenia okręgowego Izby i pełnił funkcję sędziego Sądu Kartelowego. W 1936 r. w wyniku zaproszenia francuskiego ministra przemysłu i handlu przebywał we Francji jako członek delegacji przemysłowców polskich. Od 19 marca 1927 r. należał Stowarzyszenia Humanitarnego Braterstwo B’nasi B’rith w Warszawie. Wstąpił także do wolnomularstwa polskiego, w którym przybrał imię zakonne Szczęsny Prawdzic. Początkowo należał do warszawskiej loży Wolność Przywrócona, a w późniejszym okresie przeszedł do założonej w 1935 r. w Krakowie loży Przesąd Zwyciężony, a później do sosnowieckiej loży Staszic, w której pełnił rolę w latach 1937–1938 Czcigodnego.
Landau należał do zarządów Banku Zachodniego S. A. w Warszawie, Banku Handlowo-Przemysłowego w Łodzi, Towarzystwa Zakładów Przemysłowych Strem w Warszawie, Fabryki Produktów Chemicznych Liban S. A. w Krakowie, Zakładów Chemicznych w Winnicy S. A. w Warszawie, Towarzystwa Przemysłu Tłuszczowego Schicht S. A. w Warszawie, Fabryki Wyrobów Kostnych w Rydze, a także do zarządu kartelu superfosfatów. Był autorem licznych artykułów nt. stearyny, gliceryny, tłuszczów zwierzęcych. Publikował przede wszystkim we „Wiadomościach Przemysłu Chemicznego”. Napisał również prace: Odpadki zwierzęcego pochodzenia (1916), Tłuszcze zwierzęce (1917).
W 1908 r. ożenił się z Haliną Przeworską, wywodzącą się z rodziny związanej z branżą cukrowniczą. Mieli dwoje dzieci: Stanisława Tadeusza (ur. 1909) i Marię Janinę (ur. 1923).
Wydany przez Policję Polską Generalnego Gubernatorstwa, zginął rozstrzelany wraz z żoną w Radości 12 lutego 1944 r. Oboje spoczywają na cmentarzu w Radości.

## Ordery i odznaczenia
- Krzyż Oficerski Orderu Odrodzenia Polski (30 kwietnia 1927)[4]
- Wielki Oficer Orderu Leopolda (Belgia)[2]
- Krzyż Komandorski Orderu Leopolda (Belgia)[2]
- Krzyż Kawalerski Orderu Legii Honorowej (Francja)[2]